# Célula T asesina natural
Las células T asesinas naturales (NKT) son un grupo heterogéneo de células T que comparten propiedades tanto de las células T como de las células asesinas naturales. Muchas de estas células reconocen la molécula CD1d no polimórfica, una molécula que representa un antígeno que se une a los lípidos y glicolípidos de forma propia y extraña. Constituyen solo aproximadamente el 0,1% de todas las células T de sangre periférica. Las células T asesinas naturales no deben confundirse con las células asesinas naturales. 
El término "células NKT" se utilizó por primera vez en ratones para definir un subconjunto de células T que expresaban el marcador asociado a las células asesinas naturales (NK) NK1.1 (CD161). Ahora se acepta generalmente que el término "células NKT" se refiere a células T restringidas a CD1d, presentes en ratones y humanos, algunos de los cuales coexpresan un marcador de células T y marcadores de células NK altamente invisibles.

## Caracterización molecular
Las células NKT son un subconjunto de células T que coexpresan un receptor de células T αβ, pero también expresan una variedad de marcadores moleculares que están asociados típicamente con las células NK, como NK1.1. Las células NKT mejor conocidas difieren de las células T αβ convencionales en que sus receptores de células T tienen una diversidad mucho más limitada (NKT 'invariante' o 'tipo 1'). Ellos y otras células T restringidas a CD1d (NKT tipo 2) reconocen los lípidos y glicolípidos presentados por las moléculas CD1d, un miembro de la familia CD1 de moléculas presentadoras de antígenos, en lugar de complejos de histocompatibilidad peptídicos (MHC). Como tales, las células NKT son importantes para reconocer los glicolípidos de organismos como Mycobacterium, que causa la tuberculosis . 
Las células NKT incluyen tanto NK1.1 + como NK1.1 -, así como las células CD4 +, CD4 -, CD8 + y CD8 - . Las células T asesinas naturales pueden compartir otras características con las células NK, como la expresión de CD16 y CD56 y la producción de granzimas.
Las células T invariantes del asesino natural (iNKT) expresan altos niveles y dependen del regulador transcripcional leucemia promielocítica, dedo de zinc para su desarrollo.

## Clasificación
Se ha propuesto la clasificación de las células T asesinas naturales en tres grupos:
|                                       | Tipo 1 NKT                                                             | Tipo 2 NKT                 | Como la NKT                              |
| Otros nombres                         | NKT clásica NKT invariante (iNKT) Vα14i NKT (ratón) Vα24i NKT (humano) | NKT no clásica NKT diverso | NK1.1 + células T CD3 + CD56 + células T |
| Restricción                           | CD1d                                                                   | CD1d                       | MHC, otro?                               |
| α-GalCer reactividad                  | +                                                                      | -                          | -                                        |
| Repertorio de receptores de células T | Vα14-Jα18: Vβ8.2, 7, 2 (ratón) Vα24-Jα18: Vβ11 (humano)                | diverso                    | diverso                                  |
| ------------------------------------- | ---------------------------------------------------------------------- | -------------------------- | ---------------------------------------- |

## Células NKT invariantes (iNKT)
El subconjunto más conocido de células NKT dependientes de CD1d expresa una cadena α de receptor de células T invariante (TCR). Estos se denominan células de tipo I o células NKT invariantes (iNKT). Son notables por su capacidad para responder rápidamente a las señales de peligro y las citoquinas proinflamatorias. Una vez activados, se involucran en funciones efectoras, como la transactivación NK, la activación y diferenciación de células T, la activación de células B, la activación de células dendríticas y la actividad de presentación cruzada, y la activación de macrófagos. 
Las células iNKT reconocen los antígenos lipídicos presentados por CD1d, una molécula presentadora de antígeno tipo I del complejo de histocompatibilidad principal no polimórfica. Estas células se conservan entre humanos y ratones. El TCR altamente conservado está hecho de Va24-Ja18 emparejado con Vb11 en humanos, que es específico para antígenos glicolípidos. El antígeno más conocido de las células iNKT es la alfa-galactosilceramida (αGalCer), que es una forma sintética de un producto químico purificado de la esponja de aguas profundas Agelas Mauritanius. Las células iNKT se desarrollan en el timo y se distribuyen a la periferia. Se encuentran más comúnmente en el hígado, pero también se encuentran en el timo, el bazo, la sangre periférica, la médula ósea y el tejido adiposo. En comparación con los ratones, los humanos tienen menos células iNKT y tienen una gran variación en la cantidad de células iNKT circulantes.
Actualmente, hay cinco grandes subconjuntos de células iNKT distintas. Estas células de subconjunto producen un conjunto diferente de citoquinas una vez activadas. Los subtipos iNKT1, iNKT2 y iNKT17 reflejan los subconjuntos de células Th en la producción de citoquinas. Además, existen subtipos especializados en la función similar a la ayuda folicular en T y las funciones reguladoras dependientes de Il-10. Una vez que las células iNKT activadas pueden afectar el tipo y la fuerza de una respuesta inmunitaria. Participan en conversaciones cruzadas con otras células inmunitarias, como las células dendríticas, los neutrófilos y los linfocitos. La activación se produce mediante el compromiso con su invariante TCR. Las células iNKT también pueden activarse indirectamente a través de la señalización de citoquinas.
Si bien las células iNKT no son muy numerosas, sus propiedades únicas las convierten en una importante célula reguladora que puede influir en cómo se desarrolla el sistema inmunológico. Se sabe que desempeñan un papel en enfermedades inflamatorias crónicas como las enfermedades autoinmunes, el asma y el síndrome metabólico. En las enfermedades autoinmunes humanas, su número disminuye en la sangre periférica. No está claro si esto es una causa o un efecto de la enfermedad. La ausencia de exposición a microbios en el desarrollo temprano llevó a un aumento de las células iNKT y la morbilidad inmune en un modelo de ratón.

## Función
Tras la activación, las células NKT son capaces de producir grandes cantidades de interferón gamma, IL-4 y factor estimulante de colonias de granulocitos y macrófagos, así como múltiples otras citoquinas y quimiocinas (como IL-2, Interleuquina-13, Interleuquina-17)., Interleucina-21 y TNF-alfa). 
Las células Natural Killer T (NKT) reconocen los agentes lipídicos microbianos protegidos que son presentados por las células presentadoras de antígenos que expresan CD1d. Esto sirve como un camino para que las células NKT luchen contra las infecciones y aumenten la inmunidad humoral. Las células NKT brindan apoyo y ayuda a las células B, que actúan como una defensa microbiana y ayudan a atacar las vacunas de células B.

## Significado
Las células NKT parecen ser esenciales para varios aspectos de la inmunidad porque se ha demostrado que su disfunción o deficiencia conduce al desarrollo de enfermedades autoinmunes (como diabetes o aterosclerosis ) y cánceres. Las células NKT se han implicado recientemente en la progresión de la enfermedad del asma humana.
El potencial clínico de las células NKT radica en la rápida liberación de citoquinas (como IL-2, IFN-gamma, TNF-alfa e IL-4) que promueven o suprimen diferentes respuestas inmunitarias. 
La mayoría de los ensayos clínicos con células NKT se han realizado con células asesinas inducidas por citocinas (CIK).